# Kirakira PreCure a la Mode
Kirakira☆Pretty Cure a la Mode ist die 14. Serie zum Franchise Pretty Cure (bzw. PreCure), die von Toei Animation produziert wurde und zum Genre Magical Girl gehört. Es geht um Heldinnen, die Pretty Cures, die gegen das Böse kämpfen – in dieser Serie mit dem Fokus auf Süßigkeiten und Desserts. Außerdem gehören die Pretty Cures nach der Verwandlung bestimmten Eigenschaften wie Lächeln und Lebensfreude an. Die Designs der Heldinnen sind Tieren und Desserts nachempfunden.

## Handlung
Ichika Usami ist eine Mittelschülerin, die Süßigkeiten liebt und Konditorin werden möchte. Das Backen bereitet ihr Schwierigkeiten, sie gibt aber nicht auf. Als sie auf die Fee Pekorin trifft, verändert sich ihr Leben: Pekorin kann in anderen Menschen die „KiraKiraru“ sehen, die in Süßigkeiten enthalten ist und die Gefühle darstellt. Schurken fangen jedoch an, Kirakiraru in den Süßigkeiten an sich zu bringen und lassen diese schwarz und ohne Geschmack zurück. Um die Süßigkeiten und Desserts zu schützen, erlangt Ichika die Kraft der legendären Pretty Cure und verwandelt sich daher in Cure Whip. Gemeinsam mit fünf anderen Pretty Cures rettet sie nun täglich die Kirakiraru, damit die Welt nicht ihr Lächeln verliert und besser wird. Zusammen mit anderen Mädchen eröffnet sie den Süßwarenladen „Kirakira Patisserie“ und verbringt ihre Tage damit, Süßigkeiten zuzubereiten.

## Figuren

### Pretty Cures
Ichika Usami (い ち か, Usami Ichika) / Cure Whip (ュ ア ホ イ ッ, Kyua Hoippu) möchte Konditorin werden, wenn sie groß ist. Sehr fröhlich und energisch wie ein Kaninchen liebt sie Süßigkeiten und Desserts, hat aber Schwierigkeiten, sie tatsächlich so perfekt oder gut wie möglich zu machen. Ihre Mutter arbeitet als Ärztin im Ausland und lässt ihren Vater, der ein Dōjō leitet, zurück, bis sie nach Hause zurückkehrt. Obwohl ihre Backfähigkeiten nicht perfekt sind, waren ihre Entschlossenheit und ihr Herz am richtigen Ort, was ihre Entschlossenheit beflügelte, eine Pretty Cure zu werden. Als Cure Whip ist sie die Pretty Cure von Lebensfreude und Lächeln und trägt ein Kaninchen- und Erdbeer-Shortcake-Motiv. Sie nutzt ihre kaninchenähnlichen Instinkte für ein verbessertes Gehör und kraftvolle Sprungfähigkeiten. Außerdem benutzt sie ihren Süßigkeitenpakt als Waffe und kreiert mit dem Zauberstab ein pinkfarbenes Lasso, um Feinde anzugreifen oder zu bekämpfen. Später verwendet sie den Candy Rod, um in Episode 12 ihren neuen Angriff Whip Decoration auszuführen. Ihr Animal Sweet ist der Rabbit Shortcake und ihre Themenfarbe ist Pink. Am Ende der Serie reist sie mit KiraPati um die Welt, um andere zum Lächeln zu bringen.
Himari Arisugawa (栖 川 ひ ま り, Arisugawa Himari) / Cure Custard (ュ ア カ ス タ Ky, Kyua Kasutādo) Sie ist eine 14-jährige Klassenkameradin von Ichikas Schule. Es wird gezeigt, dass sie schüchtern und dennoch sehr sachkundig ist. Manchmal ist bekannt, dass sie schnell und leicht wie ein Eichhörnchen ist. Während sie im Geschäft arbeitet, kennt sie sich sehr gut mit Süßigkeiten und Gebäck aus und wird oft als „Süßigkeiten Professor“ bezeichnet. Als Cure Custard ist sie die Pretty Cure von Intelligenz und Mut, die ein Eichhörnchen- und Puddingmotiv entdeckt. Ihre Eichhörnchenfähigkeiten ermöglichen es ihr, blitzartige Fähigkeiten und Superspeed zu verwenden, um sie extrem schnell laufen zu lassen. Ihr verbesserter Angriff ist Custard Illusion, wenn sie den Candy Rod benutzt. Ihr Animal Sweet ist der Eichhörnchenpudding und ihre Themenfarbe ist gelb. Am Ende der Serie arbeitet sie nun als Süßigkeiten Scientist daran, mit anderen Lebensmittelwissenschaftlern einen großen Pudding zu kreieren.
Aoi Tategami (神 あ お い, Tategami Aoi) / Cure Gelato (ュ ア ジ ェ ラ Kyua Jerāto) Ein 14-jähriger Schüler der zweiten Klasse und ein weiterer bekannter Klassenkamerad von Ichika enthusiastisch und mutig sein wie ein Löwe. Sie ist Sängerin von Wild Azur, einer Rockband und liebt es zu singen. Bei der Leitung des Shops ist ihre Stärke ebenso nützlich wie ihre Unterstützung. Später wird bekannt, dass sie eine Erbin des immensen Reichtums der Familie Tategami ist. Als Cure Gelato ist sie die Pretty Cure von Freiheit und Leidenschaft und trägt ein Löwen- und Eiscrememotiv. Ihre Löwenfähigkeiten ermöglichen es ihr, Eiskräfte und Löwengebrüll einzusetzen, um den Feind einzufrieren. Ihr verbesserter Angriff ist Gelato Shake, wenn sie den Candy Rod benutzt. Ihr Animal Sweet ist das Lion Ice Cream und ihre Themenfarbe ist blau. Am Ende der Serie ist sie eine weltberühmte Sängerin.
Yukari Kotozume (爪 ゆ か り, Kotozume Yukari) / Cure Macaron (ua ュ ア マ カ ロKyua Makaron) Schülerin im zweiten Jahr, die für ihre Schönheit bekannt ist, kann aber manchmal ziemlich egoistisch und arrogant sein wie eine Katze. Obwohl sie ein bisschen einschüchternd ist, setzt sie ihre Fähigkeiten im Laden nur ein, wenn sie sich langweilt. Aber mit Ichikas Unterstützung beginnt sie, ihren Job zu genießen und unterstützt nun die Gruppe. Als Cure Macaron ist sie die Pretty Cure von Schönheit und Aufregung. Sie trägt eine Katze und ein Macaron-Motiv Ihre katzenartigen Fähigkeiten ermöglichen es ihr Um bessere Reflexe im Kampf zu haben und sie flinker zu machen, ist ihr verbesserter Angriff der Macaron Julien, wenn sie den Candy Rod verwendet. Ihr Animal Sweet ist der Cat Macaron und ihre Themenfarbe ist lila. Am Ende der Serie scheint sie um die Welt zu reisen und studiert im Ausland.
Akira Kenjou (城 あ き ら, Kenjō Akira) / Cure Chocolat (ュ ア シ ョ Kyua Shokora) Sie ist sehr nett und hat einen starken Sinn für Gerechtigkeit wie ein treuer Hund. Oft ist sie eine gute Person, auf die man sich verlassen kann. Akira hat Ortskenntnisse und eine kranke jüngere Schwester namens Miku, die sie gerne aufheitert und sehr beschützt, wie Julio zeigt, wenn er Mikus Kirakiraru stiehlt. Sie zog in Ichikas Nachbarschaft, um näher am Krankenhaus zu sein, in dem ihre Schwester wohnt. Als Cure Chocolat ist sie die Pretty Cure von Stärke und Liebe. Sie trägt ein Hunde- und Schokoladenmotiv; ihre hundeartigen Fähigkeiten ermöglichen es ihr, ein besserer Geruchssinn im Kampf, der sie empfindlicher macht. Ihr verbesserter Angriff ist Chocolate Aromase, wenn sie den Candy Rod verwendet. Ihr Animal Sweet ist die Dog Chocolate und ihre Themenfarbe ist Rot. Am Ende der Serie studiert sie gerade als Krankenschwester.
Kirarin (ラ リ ン, Kirarin) / Ciel Kirahoshi (ラ 星 シ エ ル, Kirahoshi Shieru) / Cure Parfait (キ ュ ア パ ル ル ェ, Kyua Parufe) Eine Kaninchenähnliche Fee, die in der Lage ist, sich in einen Menschen zu verwandeln. Nach ihrem Studium in Frankreich wurde sie als Genius Patissiere bekannt und kehrte kürzlich zu einer Demonstration nach Japan zurück. Später wird bekannt, dass sie Pikarios ältere Zwillingsschwester ist, die sich nach einer Weile des Backens in einen Menschen verwandeln konnte. Sie kehrt jedoch zu ihrer Feenform zurück, wenn sie zu hungrig wird. Als Cure Parfait ist sie die Pretty Cure von Träumen und Hoffnungen, die ein Pegasus- und Parfaitmotiv entdeckt. Zu ihren Angriffen gehören Parfait Etoile und KiraKuru Rainbow, wobei letzterer zur Reinigung von Monstern verwendet wird. Für beide Angriffe ist das Regenbogenband erforderlich. Ihr Animal Sweet ist das Pegasus Parfait und ihre Themenfarbe ist Cyan. Am Ende der Serie arbeiten sie und Pikario zusammen, um Süßigkeiten herzustellen.

### Feen
Pekorin(ペ コ リ ン) / Cure Pekorin (ュ ア ペ コ リ, Kyua Pekorin) Eine mollige und verwöhnte Welpenähnliche Fee, die Süßigkeiten liebt und am Mount Ichigo wohnt. Die Farbe ihrer Ohren ändert sich basierend auf ihren Emotionen (z. B. Pink, wenn sie glücklich ist, und Blau, wenn sie traurig ist). In späteren Folgen erlangte sie die Fähigkeit, sich in ein kleines menschliches Mädchen zu verwandeln, mit dem sie die Hauptmädchen unterstützt. In Episode 47, nachdem Ichika und die anderen von ihrem Kirakiraru befreit worden waren, gewann sie das Potenzial, das siebte Mitglied der Gruppe zu werden und ihren eigenen Süßigkeitenpakt und Animal Sweet zu erhalten. Als Cure Pekorin ist sie die Pretty Cure von Geschmack und funkeln mit einem Donut- und ihre Feenform als Motiv. Zu ihren Angriffen gehört das Abfeuern cremeartiger Projektile mit dem Candy Rod, der in einer bestimmten Zeit explodiert. Ihr Animal Sweet ist der Pekorin Donut und ihre Themenfarbe ist Pink. Am Ende der Serie leitet sie PekoPati mit Elder und arbeitet hart an der Herstellung von Süßigkeiten.
Elder (長老, Chōrō) Eine ältere ziegenähnliche Fee, die auf dem Berg Ichigozaka lebt. Er nimmt nach der Cremeexplosion die Form eines Geistes an und vertraut den Heilungen den Schutz von Kirakiraru an. Er kann auch eine menschliche Form annehmen, die wie ein älterer Mann aussieht und als Ladenbesitzer fungiert.
Ryo Kuroki (ジ ュ リ, Jurio) / Pikario (ピ カ リ オ, Pikario) Ursprünglich eine kaninchenähnliche Fee, ist Pikario Kirarins jüngerer Zwillingsbruder, der in eine Depression fiel, da er Kirarins Fähigkeiten nicht erreichen konnte. Infolgedessen hasste er Süßigkeiten und wurde von Noir in den menschlichen Julio verwandelt, indem er das Kirakiraru aus seinem Herzen nahm. Das entnommene Kirakiraru wurde dann in einen schwarzen Stab verwandelt, den er in jede Art von Waffe verwandeln kann, abhängig von der Art der Süßigkeit, aus der das absorbierte Kirakiraru stammt. Julio ist derjenige, der die Kirakiraru-Diebe zum Bösen gemacht hat. Er nimmt die Identität eines Transfer-Studenten namens Rio Kuroki (ok 樹 リ オ, Kuroki Rio) an, der das Precure-Team als Ichikas Klassenkamerad ausspioniert. Er entdeckte die Identität der Pretty Cures während ihrer zweiten Konfrontation. Er glaubt, dass alle seine Absichten Teil seines Experiments sind. Nachdem sie von Yukari entlarvt worden war, als sie entdeckte, dass er Informationen über die Heilungen gesammelt hatte, enthüllte Ciel die wahre Identität ihres Bruders, bevor er von den Cures wiederhergestellt wurde. Als Noir versucht, Ciel zu töten, opfert sich Pikario für seine Schwester, damit sie ihr Parfait vervollständigen kann, während sie ihr seinen Stab gibt, der sich in das Regenbogenband verwandelt. Er erholte sich schließlich im Schrein und kam, um den Cure beim Kampf gegen das Grab zu helfen. Später nahm er ebenso wie Kirarin eine richtige menschliche Form an, diese sieht allerdings anders aus als in seiner Form als Julio. Sein Themenfarbe ist blau. Er nahm als Mensch den Namen Rio Kuroki weiterhin an. Am Ende der Serie arbeitet er mit Ciel zusammen um Süßigkeiten herzustellen.

### Schurken
Noir (ノ ワ ー, Nowāru) Der Hauptgegner der Serie, ein Dämon, der eine Maske und eine Robe trägt. Ein Jahrhundert vor den Ereignissen der Serie forderte Noir Lumière auf, nur für ihn zu backen, da er keine Süßigkeiten herstellen konnte. Ihre Weigerung führte dazu, dass Noir schwor, die Stadt in der Dunkelheit zu beflecken, indem er seine Kräfte einsetzte, um das Kirakiraru des Herzens einer Person zu beflecken und sie in Objekte zu verwandeln, um das Kirakiraru anderer zu nehmen. Während er Elysio besitzt, um sich den Pretty Cures zu stellen, wird Noir von Elysio verraten, als seine Vergangenheit enthüllt wird und die Heilungen versuchen, ihn zu erreichen. Er wird neben Lumiere zu einer Karte für Elysios eigene Agenda. Am Ende der Serie sieht man, zwei Kinder die die Wiedergeburt von Noir und Lumiere sind.
Kirakiraru Diebe (ラ キ ラ ル を う ば う, Kirakiraru o Ubau Sonzai) Eine Gruppe böser und schelmischer Feen, die die Hauptgegner der Serie sind. Ihr Ziel ist es, Kirakiraru aus den süßen Speisen und Desserts zu stehlen, um Macht zu erlangen. Alle Mitglieder absorbieren normalerweise das Kirakiraru aus den Süßigkeiten, auf die sie sich setzen, und werden so zu einer monströseren Form ihres normalen Selbst. Abhängig davon, welche Mitglieder von verschiedenen Arten von Süßigkeiten aufgenommen werden, wachsen sie und werden so zu großen und großen Gegnern. Sie alle tragen rote Gürtel mit schwarzen Sternsymbolen an den Schnallen. Wenn sie besiegt werden, kehren sie zu ihrer normalen Form zurück. Jede ihrer Formen spricht mit einer anderen Stimme. Der Name jedes Mitglieds ist nach Süßigkeiten benannt und kommt vom Geschmack.
Bibury (ビ ブ リ ー, Biburī) Bibury war ursprünglich ein einsames Waisenkind, das Noir rekrutierte, als er ihr Kirakiraru extrahierte und es zu einer Kirakiraru-absorbierenden Puppe namens Iru verdarb (イ ル, Iru), die Bibury mit sich herumträgt. Nach Julios Niederlage machte sich Bibury zuerst bekannt, um die Kirakira Patisserie mit hässlichen, aber dummen Gerüchten zu sabotieren, bevor sie von Yukari und ihren Fangirls vereitelt wurde. Während Iru als ihr Vollstrecker dient, sobald sie genug Kirakiraru absorbiert hat, um seine Größe zu erhöhen, bis sie besiegt ist, kann Bibury in ihre Puppe übergehen, um ihre Kraft zu erhöhen. Als sie die Heilungen konfrontiert, um sich vor Noir zu erholen, wird Bibury nicht mehr rechtzeitig mit ihnen in Ichizokas Vergangenheit zurückgeschickt und erfährt, dass Noir ihre Einsamkeit entwickelt hat, um sie zu rekrutieren. Iru absorbiert dann gewaltsam ein konfliktreiches Bibury, um die Cures anzugreifen, die die Puppe besiegen, während sie sich wieder in Biburys kirakiraru Energien auflöst. Bibury beginnt später in Ciels Konditorei zu arbeiten und unterstützt die Cures.
Elisio (エ リ シ オ, Erishio) Ein charismatischer, aber nihilistischer Mann, der als Noirs Gefäß dient und sich als Hülle betrachtet, während er als sekundärer Antagonist der Serie fungiert. Er trägt immer Tarotkarten bei sich und verwendet sie auf verschiedene Arten, von der Absorption von Kirakiraru über Waffen bis hin zu einer Methode der Gedankenkontrolle. Er verwendet sie auch in seinem Noir Miroir-Zauber, um ein Objekt in ein Kartenmonster zu verwandeln. Er untersucht die Cures hauptsächlich auf ihre Schwächen, bevor er einen Angriff plant. Nachdem er Grave und Diable in Karten versiegelt hat, kann er ihre Macht nutzen, um verschiedene Erscheinungen anzunehmen, um die Heilungen zu bekämpfen. Während Elisio Noir erlaubt, ihn zu besitzen, um die Pretty Cures zu bekämpfen, hält er Noirs Motive für lächerlich, da er sowohl den Geist als auch Lumiere in Karten versiegelt, damit er Ichigoazaka mit ihren Kräften in einen pastellfarbenen Ort ohne Emotionen verwandeln kann, während er versucht, die die Cures zu verhindern Störung durch Speicheränderung. Aber als die Pretty Cures ihn überwältigten, obwohl sie die Kräfte von Noir und Lumiere einsetzten, saugte Elisio sie und den Planeten als letzten Ausweg in seinen Körper. Aber die Cures öffnen Elisios Augen, indem sie offenbaren, dass er ein Herz besitzt, und ihn davon überzeugen, ihnen zu helfen, die Welt wiederherzustellen. Elisio gibt die Karten von Noir und Lumiere an die Mädchen ab, bevor er sich verabschiedet, um die Welt zu sehen.
Grave (グ レ イ ブ, Gureibu) Ein wilder Bösewicht mit blonden Haaren, der ein lila Auto besitzt, das Kirakira absorbieren kann und Tonpuppen-Schergen namens Nendo-Monster erschaffen kann, die er basierend auf dem Kirakiraru, das sein Auto absorbiert, in Monster verwandeln kann. Später lässt Grave sein Auto die Essenz eines sterbenden Diable aufnehmen und es in ein stärkeres Diable Custom-Auto (Diaburu Kasutamu) verwandeln. Dann greift er Ichigoza an, indem er seine Bewohner in Nendos umwandelt und sich später mit seinem Auto zusammenschließt, um gegen die Heldinnen zu kämpfen, bis sie ihn mit Sweets Castle besiegen. Das Grab wird von Elysio in eine Karte verwandelt. Das Grab wurde wiederbelebt, nachdem Elysio Ichigozaka in seine Domäne verwandelt hatte, jetzt Militärkleidung mit der Aufgabe, schnell jedes Kirakiraru zu fordern, das sich manifestiert, um Elysios ideale Ordnung aufrechtzuerhalten und die Cures davon abzuhalten, ihre Erinnerungen wiederzugewinnen. Aber Pekorin intervenierte und besiegte Grave, die Erinnerungen der anderen Cures kam zurück.
Diable (デ ィ ア ブ ル, Diaburu) Ein fuchsartiger Geist, der ein alter Verbündeter von Noir war, bevor er in der Vergangenheit von Lumiere besiegt wurde, um genügend Kirakiraru zu sammeln, um vollständig wiederzubeleben. In Episode 36 nimmt er seine wahre Form vollständig an und kämpft gegen die Cures, nur um besiegt zu werden, wobei Grave das sterbende Wesen in sein Auto aufnimmt. Nach Graves Niederlage wird Diables Essenz von Elysio in eine Karte verwandelt.

## Produktion und Veröffentlichung
Die Serie entstand unter der Regie von Kōhei Kureta und Yukio Kaizawa bei Studio Toei Animation. Hauptautor war Jin Tanaka. Das Charakterdesign entwarf Marie Ino und für die Kameraführung war Misako Ogata verantwortlich. Als Produzenten fungierten Hiroshi Noshita, Risa Endō, Takashi Tanaka und Yu Kaminoki.
Die 49 Folgen wurden vom 5. Februar 2017 bis zum 28. Januar 2018 von TV Asahi in Japan ausgestrahlt. Crunchyroll zeigte die Serie per Streaming mit Untertiteln in mehreren Sprachen, darunter Englisch, Spanisch und Portugiesisch.

### Synchronisation
Hier werden die japanischen Synchronsprecher der Charaktere aufgelistet.
| Rolle                                 | Originalsprecher |
| ------------------------------------- | ---------------- |
| Ichika Usami/Cure Whip                | Karen Miyama     |
| Himari Arisugawa/Cure Custard         | Haruka Fukuhara  |
| Aoi Tategami/Cure Gelato              | Tomo Muranaka    |
| Yukari Kotozume/Cure Macaron          | Saki Fujita      |
| Akira Kenjou/Cure Chocolat            | Nanako Mori      |
| (Kirarin) Ciel Kirahoshi/Cure Parfait | Inori Minase     |
| Pekorin/Cure Pekorin                  | Mika Kanai       |
| Elder                                 | Yû Mizushima     |
| Pikario/Rio Kuroki                    | Junko Minagawa   |
| Noir                                  | Yuko Shioya      |
| Elisio                                | Daisuke Hirakawa |
| Grave                                 | Hisao Egawa      |
| Diable                                | Ryota Takeuchi   |
| Bibury                                | Chiemi Chiba     |
| Gummy                                 | Yûji Ueda        |
| Pulupulu                              | Taketora         |
| Hotto                                 | Atsushi Imaruoka |
| Maquillon                             | Eriko Kawasaki   |
| Choucrea                              | Taketora         |
| Bitard                                | Atsushi Imaruoka |
| Fueru                                 | Taketora         |
| Spongen                               | Atsushi Imaruoka |
| Cookacookie                           | Taketora         |

### Episodenliste
| Nummer (Folgen) | Originaltitel                                         | Deutscher Titel                                                             | Japanische Erstveröffentlichung |
| --------------- | ----------------------------------------------------- | --------------------------------------------------------------------------- | ------------------------------- |
| 1               | Daisuki Tappuri! Kyua Hoippu Dekiagari!               | Voller Liebe, Cure Whip, Servierbereit!                                     | 5. Februar 2017                 |
| 2               | Chīsa na Tensai Kyua Kasutādo!                        | Das kleine Genie, Cure Custard!                                             | 12. Februar 2017                |
| 3               | Sakebe Raion! Kyua Jerāto!                            | Das Gebrüll , Löwen! Cure Gelato!                                           | 19. Februar 2017                |
| 4               | Sannin Sorotte Rettsu Ra Maze Maze!                   | Drei Mädchen vereint, lass sie uns mischen!                                 | 26. Februar 2017                |
| 5               | Kimagure Onee-sama wa Kyua Makaron!                   | Die launische Lady, Cure Macaron!                                           | 5. März 2017                    |
| 6               | Korette Rabu!? Kareinaru Kyua Shokora!                | Ist das Liebe!? Die herrliche Cure Chocolat!                                | 12. März 2017                   |
| 7               | Pekorin, Dōnatsu Tsukuru peko~!                       | Pekorin macht Donuts, peko!                                                 | 19. März 2017                   |
| 8               | KiraPati Ōpun... Dekimasen!                           | Die Eröffnung des Kirapati..passiert nicht!                                 | 26. März 2017                   |
| 9               | KiraPati ga Anata no Koi, Kanae masu!                 | Das KiraPati wird ihre Liebe wahr lassen!                                   | 2. April 2017                   |
| 10              | Yukari tai Akira! Arashi o Yobu Otsukai!              | Yukari gegen Akira! Ein stürmischer Auftrag!                                | 9. April 2017                   |
| 11              | Kessen! Purikyua tai Gamī Shūdan!                     | Showdown! Pretty Cure gegen die Gummy Gang!                                 | 16. April 2017                  |
| 12              | Teki wa... Motemote Tenkōsei!?                        | Der neue Feind ist.. Der beliebte Austauschschüler!                         | 23. April 2017                  |
| 13              | Murimuri! Himari, Masaka no Debyū!                    | Kann es nicht tun! Himari's unerwartetes Debüt!                             | 30. April 2017                  |
| 14              | Ojō-sama Rokkunrōru!"                                 | Die junge Lady des Rock’n Roll                                              | 7. Mai 2017                     |
| 15              | Ai Yueni! Ikari no Kyua Shokora!                      | Um der Liebe willen! Die wütende Cure Chocolat!                             | 14. Mai 2017                    |
| 16              | Kiken na Kyūsekkin! Yukari to Rio!                    | Ein gefährlich plötzlicher Ansatz! Yukari und Rio!                          | 21. Mai 2017                    |
| 17              | Saigo no Jikken! Henshin Dekinai Kyua Hoippu!         | Das finale Experiment, Cure Whip kann sich nicht verwandeln!                | 28. Mai 2017                    |
| 18              | Uwasa no Nushi wa Kyōteki Biburī!                     | Die Quelle der Gerüchte ist die Mächtige Bibury                             | 4. Juni 2017                    |
| 19              | Tensai Patishie! Kirahoshi Shieru!                    | Die geniale Pâtissier! Kirahoshi Ciel!                                      | 11. Juni 2017                   |
| 20              | Akogare Maze Maze! Ichika to Shieru!                  | Bewunderte Mischung! Ichika und Ciel!                                       | 25. Juni 2017                   |
| 21              | Nandesuto~!? Akasareru Shieru no Shōtai!              | Was! Die Enthüllung von Ciel's wahrer Identität!                            | 2. Juli 2017                    |
| 22              | Yamete Jurio! Nikushimi no Kirakiraru!                | Hör auf, Julio! Das Kirakiraru des Hasses!                                  | 9. Juli 2017                    |
| 23              | Tobe! Niji-iro Pegasasu, Kyua Parufe!                 | Flieg! Der Regenbogen Pegasus, Cure Parfait!                                | 16. Juli 2017                   |
| 24              | Tenkōsei wa Yōsei Kirarin!?                           | Die Austauschschülerin ist die Fee Kirarin!?                                | 23. Juli 2017                   |
| 25              | Dengeki Kekkon!? Purinsesu Yukari!                    | Eine unerwartet schnelle Heirat?! Prinzessin Yukari!                        | 30. Juli 2017                   |
| 26              | Natsu da! Umi da! KiraPati Hyōryūki!                  | Sommer! Der Strand! Die KiraPâti Mädchen gehen stranden!                    | 6. August 2017                  |
| 27              | Atsu~i Raibu Batoru! Aoi tai Misaki!                  | Die große Live-Schlacht! Aoi gegen Misaki!                                  | 13. August 2017                 |
| 28              | Fukurame! Himari no Suītsu Dai Jikken!                | Erhebt euch! Himari's großes Süßigkeiten Experiment!                        | 20. August 2017                 |
| 29              | Dai Pinchi! Yami ni Somatta Kyua Makaron!             | Notfall! Cure Macaron in der Dunkelheit eingehüllt!                         | 27. August 2017                 |
| 30              | Nerawareta Gakuensai! Shokora in Wandārando!          | Das gezielte Schulfest! Cure Chocolat im Wunderland!                        | 3. September 2017               |
| 31              | Namida wa Gaman! Ichika Egao no Wake!                 | Halte die Tränen zurück! Der Grund für Ichikas lächeln!                     | 10. September 2017              |
| 32              | Kiratto Kagayake Muttsu no Kosei! Kirakiraru Kurīmā!  | Kirakira Sparkle, Sechs einzigartige Eigenschaften! Kirakiraru Creamer!     | 17. September 2017              |
| 33              | Suītsu ga Kiken!? Fukkatsu, Yami no Animaru!          | Süßigkeiten in Gefahr?! Das Tier der Dunkelheit erwacht                     | 24. September 2017              |
| 34              | Chīsana Dai Kettō! Neko Yukari tai Yōsei Kirarin!     | Der Kampf zwischen Feen und Katzen, Katze Yukari gegen Fee Kirarin!         | 1. Oktober 2017                 |
| 35              | Dekoboko Pittari!Himari to Aoi!                       | Zwei völlig unterschiedliche Geschmäcker! Aoi und Himari!                   | 8. Oktober 2017                 |
| 36              | Ichika to Akira! Ichigozaka Daiundōkai!               | Ichika Usami Akira! Das wunderbare Ichigozaka Turnier!                      | 15. Oktober 2017                |
| 37              | Saryū! Shieru, Furansu e Sarū!?                       | Salut! Ciel geht zurück nach Frankreich?!                                   | 22. Oktober 2017                |
| 38              | Pekorin Ningen ni Natchatta peko~!                    | Pekorin ist ein Mensch, Peko!                                               | 29. Oktober 2017                |
| 39              | Shonna~! Purikyua no Teki wa Ichigozaka!?             | Aw, nein Pretty Cure gegen Ichigozaka!?                                     | 12. November 2017               |
| 40              | Rettsu Ra Okigae! Suītsu Kyassuru Dekiagari!          | Lass uns einen Kostümwechsel veranstalten! Sweets Castle ist Servierbereit! | 19. November 2017               |
| 41              | Yume wa Kira☆Pika Mugendai!                           | Träume sind Kira-Pika unendlich!                                            | 26. November 2017               |
| 42              | Utae Uō! Aoi Rasuto Songu!                            | Sing es aus, Wow! Aois letztes Lied!                                        | 3. Dezember 2017                |
| 43              | Kakushi Aji wa Yūki desu! Himari no Mirai Reshipi!    | Die geheime Zutat ist Mut! Himari Rezept für die Zukunft!                   | 10. Dezember 2017               |
| 44              | Yuki ni Himeta Omoi! Ai o Sakebe, Akira!              | Im Schnee versteckte Gefühle! Rufe deine Liebe, Akira!                      | 17. Dezember 2017               |
| 45              | Sayonara Yukari! Tokimeki ☆ Suītsu Kurisumasu!        | Leb wohl, Yukari! Die aufregenden Süßigkeiten Weihnachten!                  | 24. Dezember 2017               |
| 46              | Nowāru Daikessen! Egao no Kieta Bāsudē!               | Der große Kampf mit Noir! Ein Geburtstag ohne lächeln                       | 7. Januar 2018                  |
| 47              | Daisuki o Torimodose! Kyua Pekorin Dekiagari!         | Rückkehr der Liebe! Cure Pekorin ist Servierbereit!                         | 14. Januar 2018                 |
| 48              | Saigo no Tatakai! Sekai Marugoto Rettsu Ra Maze Maze! | Der letzte Kampf! Die ganze Welt lass uns sie vermischen!                   | 21. Januar 2018                 |
| 49              | Daisuki no Saki e! Hoippu Suteppu Jānpu!              | Geh dahin, wo dich die Liebe hinführt! Hops, Schritt, Sprung!               | 28. Januar 2018                 |

### Musik
Die Musik der Serie wurde komponiert von Yuki Hayashi. Das Vorspannlied ist Shine!! Kirakira ☆ Precure a la Mode von Yuri Komagata und die Abspanntitel sind:
- Let's La Cooking ☆ Showtime von Kanako Miyamoto
- Shoobydooby ☆ Sweets Time von Kanako Miyamoto
- Tres Bien-semble!! von Kanako Miyamoto

Während der Folgen werden außerdem folgende Lieder eingespielt:
- Add The Berry To My Big Love von Karen Miyama
- Aile von Tomo Muranaka
- Blue Sky Alright von Tomo Muranaka
- Cat Meets Sweets von Saki Fujita
- Chocolat・Etoile von Nanako Mori
- Courage Is Inside Of You von Yuri Komagata
- Petit*Party∞Science von Haruka Fukuhara
- Soul Believer von Tomo Muranaka and Machico

## Kinofilm
Eiga KiraKira☆Purikyua A Ra Mōdo: Paritto! Omoide no Mirufīyu! (映画キラキラ☆プリキュアアラモード　パリッと！想い出のミルフィーユ!) ist der 23. Pretty-Cure-Film, den Toei Animation produziert hat. Er kam am 28. Oktober 2017 in die japanischen Kinos. Die DVD und Blu-ray Version des Filmes folgte am 7. März 2018. Wie seine Vorgänger wird er von einem Kurzfilm begleitet, dessen Titel ist Petit ☆ Dream Stars! Let's・ La ・ Cookin? Showtime! (Petit Stars ド リ ー ム ス タ ー ズ！ レ ッ ツ ・ ラ ・ ク!). Regie führte Miyahara Naoki.

## Manga
2017 und 1018 erschien eine von Futago Kamikita gestaltete Adaption der Serie als Manga. Sie erschien zunächst ab März 2017 im Magazin Nakayoshi. Dessen Verlag Kodansha brachte die Kapitel später auch gesammelt in zwei Bänden heraus.